# Шарапова, Чинни
Чинни Шара́пова (Шаропова) (узб. Chinni Sharopova; 1929, Узбекская ССР, СССР — ?) — председатель Каваля-Махмудского сельсовета Гала-Ассийского района Бухарской области Узбекской ССР, Герой Социалистического Труда (1957). Депутат Верховного Совета СССР 5-го созыва и Верховного Совета Узбекской ССР 4 — 5 созывов.

## Биография
Родилась в 1929 году на территории современной Бухарской области Республики Узбекистан. По национальности узбечка.
В 1941 году начала трудиться в колхозе, специализировавшегося на сборе хлопка, затем стала председателем Каваля-Махмудского сельсовета Бухарского (в 1952—1959 годах — Гала-Ассийского) района Бухарской области Узбекской ССР (ныне — Республики Узбекистан). В 1950 году вступила в ВКП(б) (с 1952 года — КПСС).
Указом Президиума Верховного Совета СССР «О присвоении звания Героя Социалистического Труда колхозникам, колхозницам, работникам машинно-тракторных станций, совхозов, партийным и советским работникам Узбекской ССР» от 11 января 1957 года «за выдающиеся успехи, достигнутые в деле развития советского хлопководства, широкое применение достижений науки и передового опыта в возделывании хлопчатника и получение высоких и устойчивых урожаев хлопка-сырца» Шарапова Чинни была удостоена звания Героя Социалистического Труда с вручением ордена Ленина и золотой медали «Серп и Молот».
В 1967 году окончила Ташкентский сельскохозяйственный институт. Впоследствии стала председателем колхоза имени Энгельса Бухарского района Бухарской области.
Избиралась депутатом Верховного Совета СССР 5-го созыва (1958—1962) и депутатом Верховного Совета Узбекской ССР 4 — 5 созывов.
Жила в Бухарском районе Бухарской области, дальнейшая судьба неизвестна.
Награждена орденом Ленина (11.01.1957), медалями.